# 루비겐
루비겐(독일어: Rubigen)은 스위스 베른주의 베른-미텔란트구에 있는 자치체이다.

## 역사
루비겐은 1267년에 Rubingen으로 처음 언급되었다.
이 지역에서 가장 오래된 정착 흔적으로는 흩어져 있는 신석기 시대 및 청동기 시대 물품과 라텐 문화 시대의 무덤이 있다. 로마 시대 분수의 유적과 중세 초기 묘지도 발견되었다. 중세 시대에 마을은 뮌징엔 영지의 일부였다. 뮌징엔의 통치자들은 1278년경에 마을 근처에 요새를 지었다. 요새의 역사에 대해서는 알려진 바가 거의 없지만 폐허가 되어 1798년에 철거되었다. 15세기 동안 마을은 영지에서 분리되었고, 다음 해에 세기 그것은 베른의 도시에 종속되었다. 도시 베른과의 근접성으로 인해 귀족들은 이 지역에 여름 별장을 지었다.
바이텐빌의 작은 마을은 1328년에 Beitenwile로 처음 언급되었다. 그것은 원래 프라우브루넨 수도원에 의해 소유되었다. 그러나 1473년에 뵈르브 영지에 인수되어 트림슈타인과 합병되었다. 1834년에 루비겐, 알멘딩엔과 트림슈타인의 세 학군이 병합되어 루비겐의 정치 자치제가 형성되었다. 이 세 가지는 1993년까지 정치적으로 통합된 상태를 유지한다.
아레 강이 범람했을 때 마을 주변의 도로와 들판은 종종 피해를 입었다. 1824-31년의 쥐라 수질 교정 프로젝트는 마침내 강을 통제하고 마을이 기반 시설을 확장할 수 있도록 했다. 훈치겐 다리는 여러 페리를 대체하기 위해 1836년에 지어졌다. 개선된 도로와 다리에도 불구하고 마을은 일반적으로 작고 시골이었다. 1859년에 베른- 툰 철도에 기차역이 완공되더라도 성장으로 이어지지는 않았다. 지자체의 인구는 1960년대에 들어서야 증가하기 시작했다. 1973년 A6 고속도로가 완공되면서 더 큰 성장을 이루었다. 오늘날 지자체의 많은 주민들은 인근 도시의 직장으로 통근한다.

## 지리

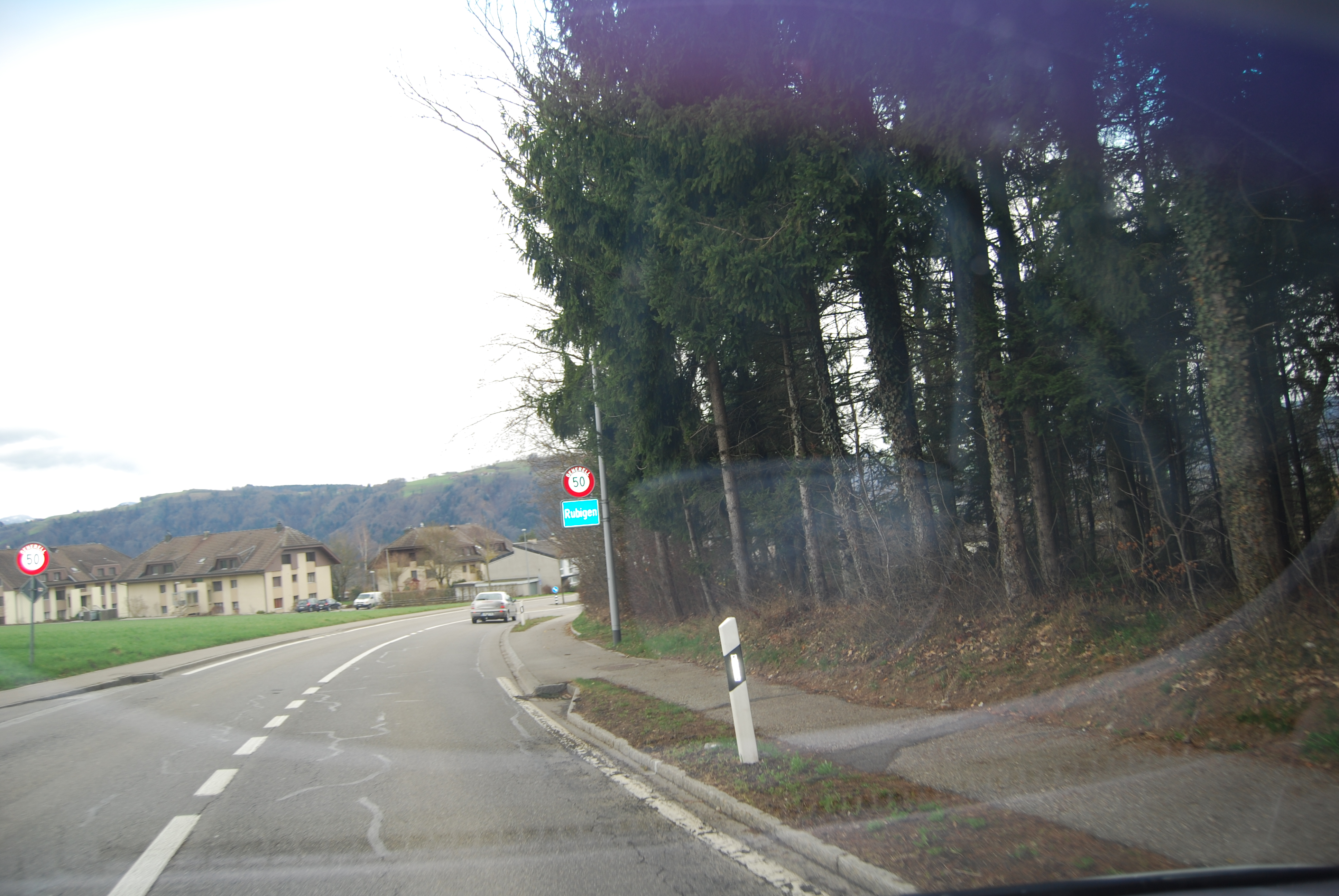
지자체 입구의 교통표지판

루비겐의 면적은 6.92k㎡이다. 2012년 기준으로 총 3.74k㎡ (54.0%)가 농업용으로 사용되며 1.38k㎡ (19.9%)가 산림이다. 나머지 토지 중 1.46k㎡ (21.1%)가 정착(건물 또는 도로), 0.21k㎡ (3.0%)가 강 또는 호수이고 0.2k㎡ (2.9%)는 비생산적인 토지이다.
같은 해에 산업 건물은 전체 면적의 2.5%, 주택과 건물은 8.5%, 교통 기반 시설은 7.9%를 차지했다. 전력 및 수자원 기반 시설 및 기타 특별 개발 지역이 면적의 1.7%를 차지한다. 농경지 중 45.3%는 작물 재배에 사용되며 7.2%는 목초지로, 1.4%는 과수원이나 덩굴 작물에 사용된다. 시정촌의 물 중 0.7%는 호수에, 2.3%는 강과 시내에 있다.
시정촌은 아레 계곡에 위치해 있으며, 루비겐 마을, 바이텐빌, 클라인회히슈테텐 및 훈치겐의 작은 마을과 다수의 개별 농가를 포함한다. 1992년까지 그것은 또한 알멘딩엔과 트림슈타인의 구간을 포함했지만, 1993년에 독립적인 지자체가 되었다.
2009년 12월 31일에 시정촌의 이전 구역인 코놀핑엔구가 해산되었다. 다음 날 2010년 1월 1일에 새로 설립된 베른-미텔란트구에 합류했다.

## 인구통계

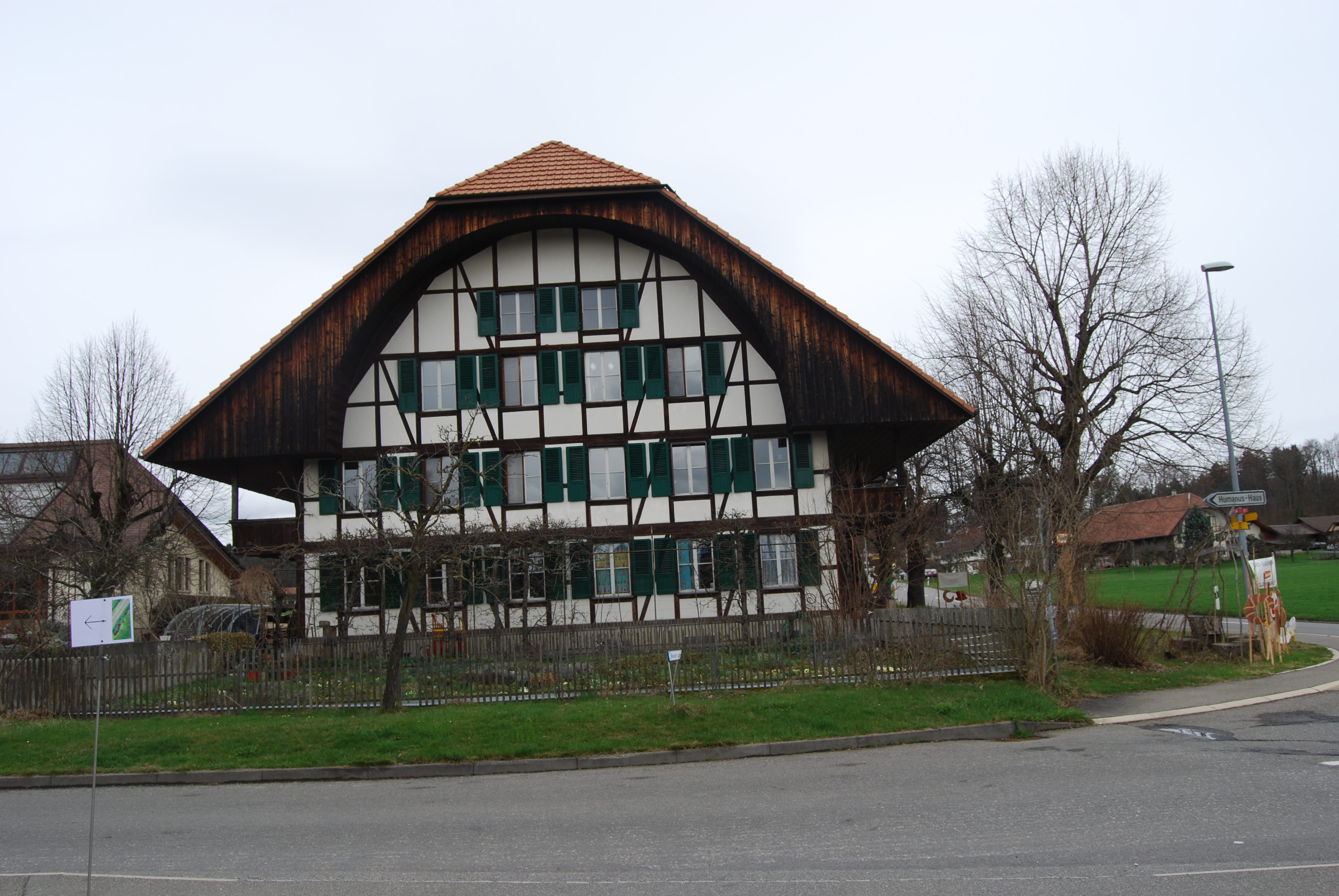
루비겐의 반목재 주택

2020년 12월 기준, 루비겐의 인구는 2,892명이다. 2010년 기준으로 인구의 7.5%가 거주 외국인이다. 2001년부터 2011년까지 지난 10년 동안 인구는 -0.1%의 비율로 변화했다. 이민은 -0.6%, 출생 및 사망은 0.5%를 차지했다.
2000년 기준, 인구 대부분인 2,296명(91.8%)이 독일어를 모국어로 사용하고, 프랑스어는 39명(1.6%)으로 두 번째로 많이 사용하고, 이탈리아어는 33명(1.3%)으로 세 번째로 사용한다. 로만슈어를 하는 사람 1명이 있다.
2008년 기준으로 인구는 남성 49.5%, 여성 50.5%이다. 인구는 1,320명의 스위스 남성(46.1%)과 98명의 비스위스계 남성(3.4%)으로 구성되었다. 스위스 여성은 1,331명(46.5%), 비스위스계 여성은 116명(4.0%)이었다. 지자체의 인구 중 429명(17.1%)가 루비겐에서 태어나 2000년에 그곳에 살았다. 같은 주에서 태어난 1,287명(51.4%)가 있었고, 438명(17.5%)가 스위스 다른 곳에서 태어났다. 268명(10.7%)가 스위스 이외의 지역에서 태어났다.
2011년 기준으로 아동·청소년(0~19세)이 20.1%, 성인(20~64세)이 64.3%, 노인(64세 이상)이 15.7%를 차지한다.
2000년 기준으로 시정촌에 미혼이거나 독신인 사람은 1,077명이다. 기혼자는 1,183명, 과부 또는 홀아비는 119명, 이혼한 사람은 123명이었다.
2010년 기준 1인 가구는 357가구, 5인 이상 가구는 55가구이다. 2000년 기준으로 상시 임대된 아파트는 총 966세대(전체의 92.1%)였으며, 성수기 아파트는 62세대(5.9%), 공실은 21세대(2.0%)였다. 2010년 기준 신규 주택 건설률은 인구 1000명당 0.7세대였다. 2011년 시정촌 공실률은 1.42%였다.
역사적 인구는 다음 차트에 나와 있다.

## 볼거리
클라인회흐슈테텐의 전체 마을은 스위스 유산 목록의 일부로 지정되었다.

## 정치
2011년 연방 선거에서 가장 인기 있는 정당은 22.3%의 득표율을 기록한 스위스인민당(SVP) 이었다. 다음으로 가장 인기 있는 3개 정당은 사회민주당(SP) (20.6%), 보수민주당(BDP) (19.4%), 녹색당 (9.1%)이었다. 이번 연방 총선에서는 총 1,201표가 투표됐고, 투표율은 55.3%였다.

## 경제

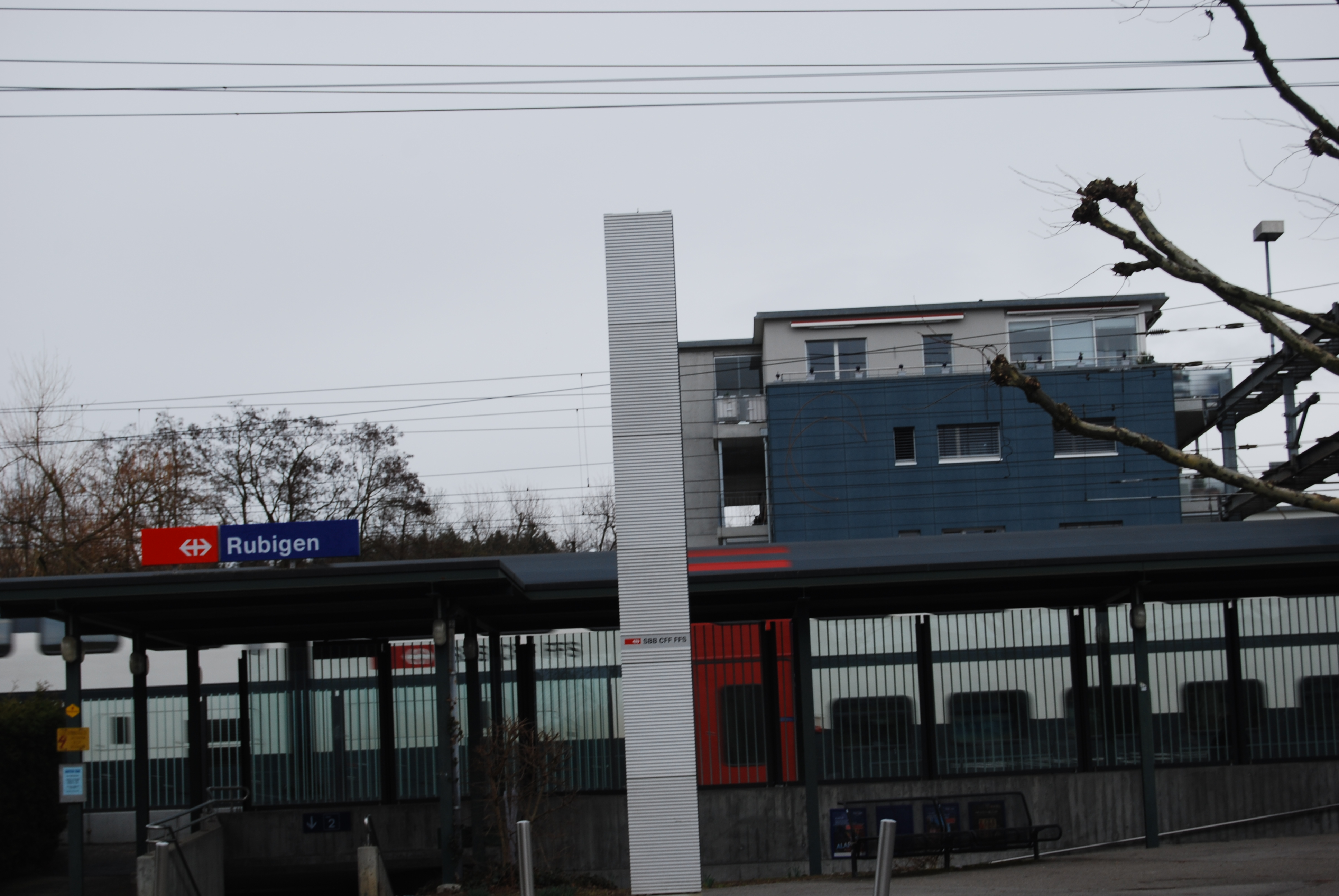
루비겐역

2011년 기준, 루비겐의 실업률은 1.38%이다. 2008년 현재 시정촌에 고용된 사람은 총 923명이다. 이 중 1차 경제 부문에 63명이 고용되었고, 이 부문에 약 21개 기업이 참여했다. 375명이 2차 부문에 고용되었고, 이 부문에 25개의 기업이 있었다. 485명이 3차 부문에 고용되어 있으며, 이 부문에는 71개의 기업이 있다. 시정촌 주민은 1,456명으로 일정 정도 고용되었으며, 그중 여성이 전체 노동력의 45.1%를 차지하였다.
2008년에는 총 752명의 정규직에 상응하는 일자리가 있었다. 1차 부문의 일자리 수는 42개였으며 그 중 농업이 38개, 어업 또는 어업이 4개였다. 2차 부문의 일자리 수는 358개였으며, 그중 189개(52.8%)는 제조업, 91개(25.4%)는 광업, 67개(18.7%)는 건설에 종사했다. 3차 부문의 일자리 수는 352개였다. 91%(25.9%)는 도소매 또는 자동차 수리업, 4(4)(1.1%) 상품 이동 및 보관, 15(15)(4.3%) 호텔 또는 레스토랑, 8(8(2.3%)) 정보 산업, 10 또는 2.8%가 보험 또는 금융 산업, 22 또는 6.3%가 기술 전문가 또는 과학자, 21 또는 6.0%가 교육, 142 또는 40.3%가 의료 분야였다.
2000년 기준 시정촌으로 출퇴근하는 근로자는 494명, 출퇴근 근로자는 1,129명이었다. 지자체는 근로자의 순수출 지자체로, 들어오는 1명당 약 2.3명의 근로자가 지자체를 떠나고 있다. 근로 인구의 31.9%는 출퇴근을 위해 대중교통을 이용했고, 45.1%는 자가용을 이용했다.

## 종교
2000년 인구 조사에 따르면 1,697명(67.8%)이 스위스 개혁 교회에 속했고 330명(13.2%)이 로마 가톨릭 신자였다. 나머지 인구 중 정교회 교인 이 20명(인구의 약 0.80%), 크리스찬 가톨릭 교회 교인이 2명(인구의 약 0.08%), 200명이 있었다. 다른 기독교 교회에 속한 개인(또는 인구의 약 7.99%). 유대인 2명(0.08%)과 이슬람교 29명(인구의 약 1.16%)이 있었다. 불교가 7명, 힌두교가 15명이었다. 235명(인구의 약 9.39%)은 교회에 속하지 않았고, 불가지론자 또는 무신론자였으며, 61명(인구의 약 2.44%)은 질문에 대답하지 않았다.

## 교육
루비겐에서는 인구의 약 1,111명(44.4%)이 비필수 고등교육을 이수했으며, 410명(16.4%)이 추가 고등교육(대학 또는 응용학문대학)을 이수했다. 고등교육을 마친 410명 중 67.6%가 스위스 남성, 25.4%가 스위스 여성, 3.9%가 비스위스계 남성, 3.2%가 비스위스계 여성이었다.
베른주 학교 시스템은 1년의 의무 없는 유치원, 6년의 초등학교를 제공한다. 이후 3년 동안의 의무적 중학교 과정을 거쳐 학생들을 능력과 적성에 따라 구분한다. 중학교 이하 학생들은 추가 학교에 다니거나 견습생으로 들어갈 수 있다.
2011-12학년도 동안 총 215명의 학생이 루비겐의 수업에 참석했다. 시정촌에는 총 65명의 학생이 있는 4개의 유치원 수업이 있었다. 유치원생 중 9.2%는 스위스의 영주권 또는 임시 거주자(시민권 아님)였으며, 7.7%는 교실 언어와 다른 모국어를 사용한다. 지자체에는 8개의 초등 학급과 150명의 학생이 있었다. 초등학생 중 9.3%는 스위스의 영주권 또는 임시 거주자(시민권 아님)였으며, 13.3%는 교실 언어와 다른 모국어를 사용한다.
2000년 기준으로 루비겐에는 타 자치단체에서 온 학생이 4명, 시외 학교에 다니는 주민이 153명이다.
루비겐에는 루비겐 시립 도서관이 있다. 도서관은 (2008년 현재) 7,992권의 책 또는 기타 매체를 보유하고 있으며 같은 해에 27,040권을 대출했다. 그해에는 주당 평균 5.5시간씩 총 153일을 열었다.

## 교통
지자체는 교통이 매우 잘 발달되어 있다. 그것은 베른에서 툰까지 아레 계곡을 통과하는 오래된 주요 도로에 있다. A6 고속도로 (베른-툰)에 가장 가까운 연결은 도시 지역을 가로질러 1973년에 개통되었으며, 시내 중심가에서 약 1km 떨어져 있다. 1859년 7월 1일, 베른에서 툰까지의 철도 노선이 루비겐역과 함께 개통되었다. 벨프에서 루비겐을 거쳐 코놀핑엔까지 운행하는 버스 노선과 뵈르브까지 운행하는 소형 버스는 대중교통 수단을 잘 이용할 수 있도록 한다.